# Böotischer Helm

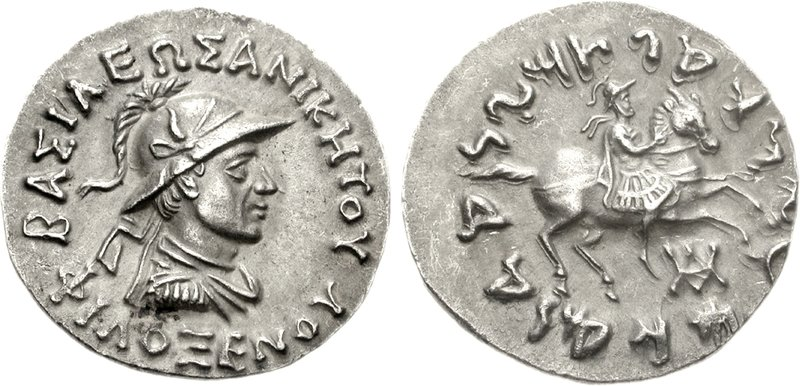
Münze von König Philoxenos mit einem Böotischen Helm, um 100 v. Chr.

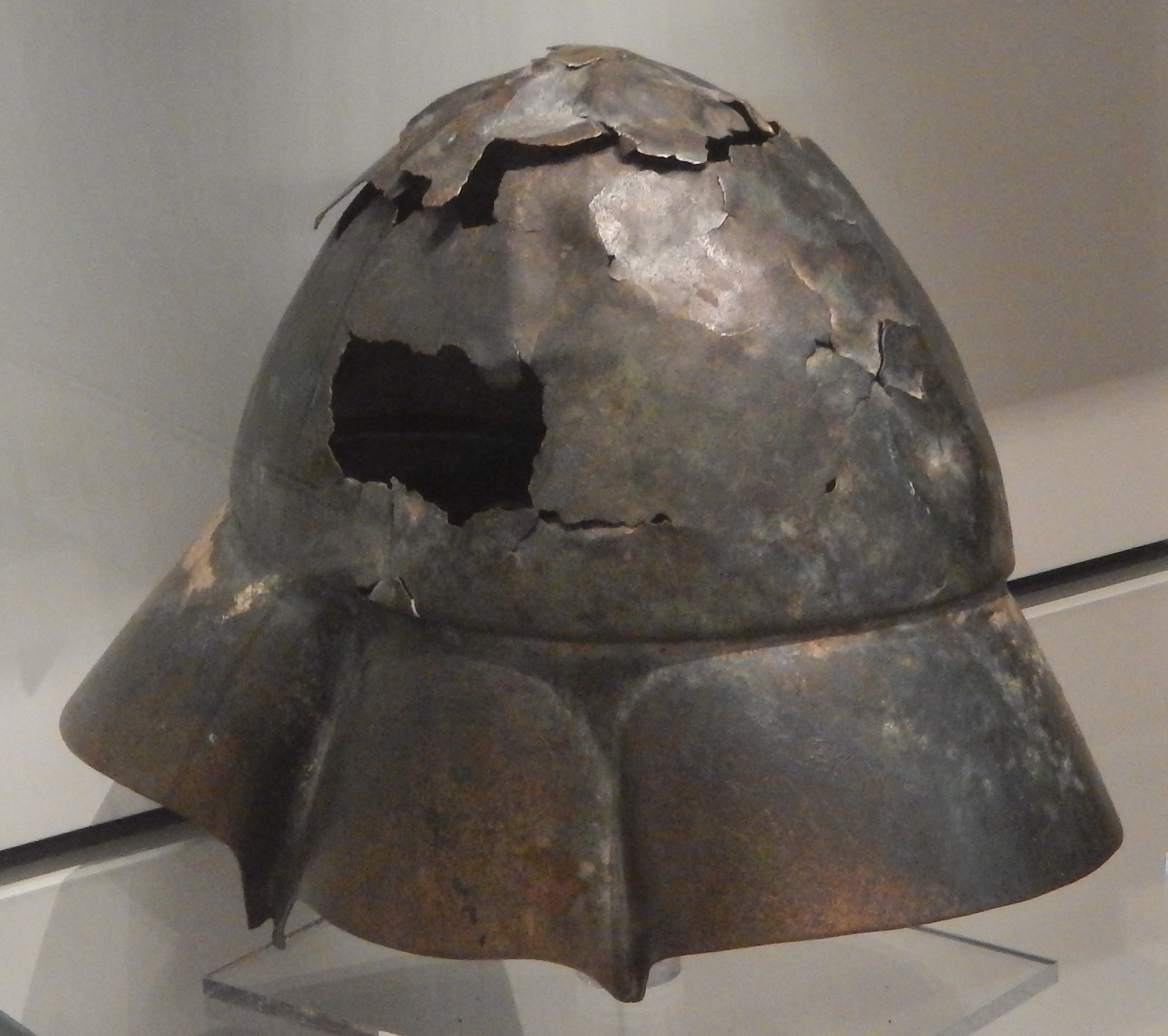
Böotischer Helm aus der Zeit Alexanders des Großen, Ashmolean Museum.

Der böotische Helm war im 4. und 3. Jahrhundert v. Chr. ein verbreiteter Helmtyp. Er wurde vor allem von der griechischen und makedonischen Reiterei verwendet.

## Beschreibung
Xenophon empfiehlt den böotischen Helm wegen der guten Rundumsicht ausdrücklich als Kavallerieausrüstung. Der Helm wurde seltener von der Infanterie genutzt, hier vor allem im namensgebenden Böotien mit Theben.

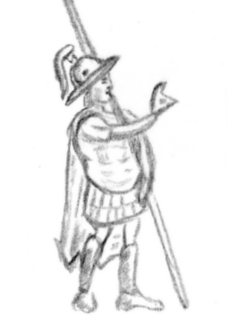
Indo-Griechischer Offizier mit Böotischem Helm (auf einer Münze Menanders des Zweiten), circa 90 v. Chr.

Dieser bronzene Helmtypus erinnert an einen Hut mit gefalteter Krempe. Bemalte, gravierte und mit Roßschweifen versehene Exemplare sind von hellenistischen Bildquellen überliefert. Bekannte Darstellungen finden sich auf dem Alexandersarkophag und auf Münzen. Eine späte Darstellung findet sich auf einer Münze des letzten gräko-baktrischen Königs Hermaios.